# 马尔科·德尔伦戈
马尔科·德尔伦戈（義大利語：Marco Del Lungo，1990年3月1日—），意大利男子水球运动员。他曾代表意大利国家队参加2016年和2020年夏季奥林匹克运动会水球比赛，其中2016年奥运会获得铜牌。